# Jovan Adepo
Jovan Adepo, född 6 september 1988 i Oxfordshire, är en brittisk skådespelare.
Adepo har bland annat medverkat i TV-serien The Three-Body Problem. Han har även medverkat i filmerna Fences och Babylon.

## Filmografi (i urval)
- 2016 – Fences
- 2022 – Babylon
- 2023 – To Catch a Killer
- 2024 – The Three-Body Problem (TV-serie)
- 2025 – It – Welcome to Derry (TV-serie)